# Simon Williams (Leichtathlet)
Simon Williams (Simon Alexander Williams; * 17. Oktober 1967 im London Borough of Enfield) ist ein ehemaliger britischer Kugelstoßer und Diskuswerfer.
1990 siegte er bei den Commonwealth Games in Auckland für England startend im Kugelstoßen.
Bei den Weltmeisterschaften 1991 in Tokio und bei den Olympischen Spielen 1992 in Barcelona kam er im Diskuswurf nicht über die erste Runde hinaus.
1988 und 1989 wurde er Englischer Meister im Kugelstoßen. 1991 wurde er für die Louisiana State University startend in derselben Disziplin NCAA-Meister.

## Bestleistungen
- Kugelstoßen: 19,17 m, 18. Mai 1991, Baton Rouge
  - Halle: 19,44 m, 28. Januar 1989, Baton Rouge
- Diskuswurf: 61,14 m, 18. April 1992, Baton Rouge